# Afrânio do Amaral
Afrânio Pompílio Bransford  Bastos do Amaral (Belém do Pará, 1 de dezembro de 1894 - São Paulo, 29 de novembro de 1982) foi um herpetólogo brasileiro, autor de Serpentes do Brasil, uma iconografia colorida com mais de 582 gravuras de serpentes brasileiras. Foi pioneiro no estudo detalhado e descritivo, em 1920, da jararaca-ilhoa, cujo veneno é mais potente que o da jararaca existente no continente. O habitat dessa serpente é a Ilha de Queimada Grande situada no litoral do Estado de São Paulo.. 
Dirigiu o Instituto Butantã pouco depois de sua criação, em duas fases: de 1919 a 1921 e de 1928 a 1938.
Em 1919, em sua primeira gestão, ele ocupou a chefia do departamento de Ofiologia e Zoologia Médica do Instituto. Mais tarde, escreveu sobre a situação do Instituto no livro Serpentes em crise, com prefácio de Monteiro Lobato. Casou-se, teve duas filhas, lecionou no Antivenin Institute of America. Foi capa da revista Time em 1929, onde foi personagem central da matéria intitulada "Snakes", por conta de seu trabalho no Butantã.
Estudou medicina na Faculdade de Medicina da Bahia, hoje parte da Universidade Federal da Bahia. Fez doutorado em Harvard (Estados Unidos), onde também lecionou, chegando a produzir cerca de 400 trabalhos acadêmicos. Foi consultor da Organização Mundial da Saúde e da Comissão Internacional de Nomenclatura Zoológica (com sede em Londres), cargos para os quais foi eleito.
Foi acusado de irregularidades administrativas, sendo absolvido de todas as acusações. Nelson Ibañez e Osvaldo Augusto Sant'anna citam, no livro Instituto Butantan: a pesquisa e o desenvolvimento tecnológico em saúde, que o cerne dos problemas ocorridos no instituto deveu-se, segundo Afranio, a uma confusão entre o interesse coletivo dos estabelecimentos públicos versus o personalismo de técnicos, que adquirem experiências voltando─se para a indústria privada e concorrente. O então deputado Adhemar de Barros faz críticas à direção de Afranio, e quando aquele assume como interventor no estado de São Paulo em 1938, Afranio deixa a direção do Instituto.Concluem Ibañez e Sant´anna que um jogo de interesses pessoais e de poder de poucos marcaria a instituição por cinco décadas. 
Assinalando a importância de Afrânio do Amaral na ciência brasileira, Gilberto Freyre anotou, em artigo publicado em "O Jornal" em 1944, que o mundo passaria a ver o Brasil não apenas por suas belezas naturais, mas também, e principalmente, por talentos como Afrânio do Amaral, citando, também Carlos Drummond de Andrade, Jorge Amado, Clovis Beviláqua, entre outros. 
Produziu mais de 450 publicações e descreve quinze novos géneros e aproximadamente quarenta espécies.  Foi membro da Academia Paulista de Letras. 
Morreu em São Paulo no ano de 1982.
Relacionado com Afrânio do Amaral está a fugida dum dos deputados galeguistas da Galiza após o golpe militar de 1936. Antón Alonso Rios, que se fez passar por esmoleiro português, mas com o nome do naturalista brasileiro, e que escreveu a sua história num famoso livro conhecido como "O sinor Afranio: Ou como rispei das gadoupas da morte"

## Taxa denominados em sua honra
- Gymnodactylus amarali Barbour, 1925
- Caaeteboia amarali (Wettstein, 1930)
- Mastigodryas amarali (Stuart, 1938)

## Alguns taxa descritos
- Acratosaura mentalis (Amaral, 1933)
- Anolis nasofrontalis Amaral, 1933
- Anolis pseudotigrinus Amaral, 1933
- Anotosaura Amaral, 1933
- Anotosaura collaris Amaral, 1933
- Apostolepis niceforoi Amaral, 1935
- Apostolepis polylepis Amaral, 1921
- Atractus lasallei Amaral, 1931
- Atractus limitaneus (Amaral, 1935)
- Atractus loveridgei Amaral, 1930
- Atractus nicefori Amaral, 1930
- Atractus nigriventris Amaral, 1933
- Atractus oculotemporalis Amaral, 1932
- Atractus pamplonensis Amaral, 1937
- Atractus punctiventris Amaral, 1933
- Atractus serranus Amaral, 1930
- Atractus trihedrurus Amaral, 1926
- Atractus trivittatus Amaral, 1933
- Bachia bresslaui (Amaral, 1935)
- Bothrocophias andianus (Amaral, 1923)
- Bothrocophias hyoprora (Amaral, 1935)
- Bothrops brazili Amaral, 1923
- Bothrops erythromelas Amaral, 1923
- Bothrops insularis (Amaral, 1921)
- Bothrops matogrossensis Amaral, 1925
- Bothrops pauloensis Amaral, 1925
- Bothrops pirajai Amaral, 1923
- Calamodontophis Amaral, 1963
- Calamodontophis paucidens (Amaral, 1936)
- Clelia equatoriana (Amaral, 1924)
- Coleodactylus brachystoma (Amaral, 1935)
- Colobodactylus Amaral, 1933
- Colobodactylus taunayi Amaral, 1933
- Dracaena paraguayensis Amaral, 1950
- Drymoluber Amaral, 1929
- Elapomorphus spegazzinii suspectus Amaral, 1924
- Erythrolamprus longiventris (Amaral, 1925)
- Erythrolamprus reginae macrosoma (Amaral, 1936)
- Helicops danieli Amaral, 1938
- Helicops gomesi Amaral, 1921
- Helminthophis praeocularis Amaral, 1924
- Hemidactylus brasilianus (Amaral, 1935)
- Leptodrymus Amaral, 1927
- Lioheterophis Amaral, 1935
- Lioheterophis iheringi Amaral, 1935
- Liotyphlops beui (Amaral, 1924)
- Mastigodryas Amaral, 1935
- Mastigodryas danieli Amaral, 1935
- Micrurus albicinctus Amaral, 1926
- Micrurus stewarti Barbour & Amaral, 1928
- Philodryas arnaldoi (Amaral, 1932)
- Philodryas livida (Amaral, 1923)
- Pseustes shropshirei (Barbour & Amaral, 1924)
- Trilepida koppesi (Amaral, 1955)
- Trilepida salgueiroi (Amaral, 1955)
- Uromacerina Amaral, 1929